# Comté de Bourbon (Kentucky)
Pour les articles homonymes, voir Comté de Bourbon.
Le comté de Bourbon (anglais : Bourbon County) est un comté situé dans l'État du Kentucky aux États-Unis. Le siège du comté est Paris. Selon le recensement de 2000, sa population est de 19 985 habitants.
Parce qu'il désirait ainsi exprimer sa gratitude envers la Maison de Bourbon de France qui assista les Insurgés américains lors de la guerre d'indépendance des États-Unis contre les Britanniques (1776-1783), James Garrard, second gouverneur du Kentucky, proposa le nom de Comté de Bourbon lorsque le comté fut constitué.
Le comté a donné son nom à un type de whisky.